# James Dewees
James Dewees (Liberty, Misuri, 13 de marzo de 1976) es un músico estadounidense, quién ha estado involucrado en numerosos proyectos musicales; entre ellos Coalesce, The Get Up Kids, Reggie and the Full Effect, New Found Glory, Leathermouth y Death Spells. Dewees también fue el teclista de la banda de rock My Chemical Romance entre los años 2007 y 2013. Dewees se espera que sea su teclista para su gira de reunión. 

## Biografía

### Primeros años y Coalesce (1996-99)
Dewees nació el 13 de marzo de 1976 en la ciudad de Liberty, Misuri. Se graduó de la Liberty High School en 1994 e ingresó en la universidad William Jewell College en Liberty, pero más tarde fue transferido a la Universidad de Misuri, donde estudió composición musical. En 1995, se le fue ofrecido reemplazar a Sean Ingram como vocalista de la banda hardcore Coalesce. Sin embargo, surgieron varios conflictos entre Ingram y la banda y finalmente estos provocaron que la banda se separase. En el verano de 1996, Coalesce volvió a unirse, esta vez con Dewees como baterista. Con Coalesce, Dewees grabó dos álbumes Give Them Rope y Functioning on Impatience. Dewees más tarde fue expulsado de la universidad por faltar a demasiadas clases mientras se encontraba de gira con la banda.

### The Get Up Kids (1999-2005; 2008-presente)
En 1997, Coalesce tocó en un festival de música en Wilkes-Barre, Pensilvania, junto con la banda The Get Up Kids, la cual acababa de lanzar su primer álbum, Four Minute Mile. Dewees hizo amistad con el guitarrista The Get Up Kids, Jim Suptic, cuando al finalizar la presentación de Coalesce Dewees arrojó su tom de piso a la audiencia y alguien trató de robarlo, por lo que Dewees fue detrás de él acompañado por Suptic.
Ambas bandas, Coalesce y The Get Up Kids, comenzaron a colaborar entre ellas y a tocar juntas en varios shows. Dewees tocó el teclado para la banda en el EP Red Letter Day, y luego de su lanzamiento pasó a ser miembro a tiempo completo. Después del lanzamiento del segundo álbum, Something To Write Home About, The Get Up Kids comenzó a recibir atención a nivel nacional. Con el fin de sacar provecho de Something To Write Home About, así como también reducir la brecha entre su siguiente álbum, la banda lanzó una recopilación de b-sides titulado Eudora, en 2000. En 2002, la banda lanzó su tercer álbum de estudio, On A Wire, producido por Scott Litt. En 2004, la banda lanzó su cuarto álbum, Guilt Show. El álbum fue recibido con una mejor recepción que On A Wire, sin embargo, había mucha tensión entre los miembros de la banda, en parte por qué el vocalista Matt Pryor, cuya esposa había dado a luz recientemente, quería pasar más tiempo con su familia. Alrededor del comienzo de su última gira, la banda lanzó Live! @ The Granada Theater, su primer disco en vivo. El 2 de julio de 2005, la banda tocó su último concierto en el Uptown Theater en Kansas City, Misuri, antes de separarse.
La banda anunció su regreso a fines del año 2008, como celebración y relanzamiento de su segundo disco. En 2011, lanzaron un nuevo disco, There Are Rules, aunque su sonido se aleja del sonido clásico de la banda, prefiriendo un acercamiento al post-punk y new wave.

### Reggie and the Full Effect (1998–2008; 2010; 2013–presente)
Mientras tocaba con The Get Up Kids, Dewees comenzó a escribir algunas de sus propias canciones. Sin embargo, sentía que estas no encajaban con el estilo musical de The Get Up Kids, así que con la ayuda de su compañero de banda Matt Pryor, grabó un LP titulado, Greatest Hits 1984-1987, como parte de su proyecto en solitatio Reggie and the Full Effect. Dos años más tarde lanzó su segundo álbum, Promotional Copy.
En 2003, lanzó un tercer álbum titulado Under the Tray. Después de lanzamiento de este álbum, el matrimonio de Dewees con su primera esposa, Megan, comenzó a desmoronarse y terminaría en un amargo divorcio, situación que inspiró su cuarto álbum, Songs Not to Get Married To. El cuarto almbún de estudio, Last Stop: Crappy Town, fue producido por Sean Beavan y lanzado el 17 de junio de 2008, a través de la discográfica Vagrant.

### My Chemical Romance (2007-13)
En 2007, Dewees se unió como teclista de la banda de rock My Chemical Romance. Ese mismo año, Dewees actuó como ministro en el matrimonio del bajista Mikey Way y su novia de ese momento, Alicia Simmons. Dewees estuvo presente durante las giras de sus discos The Black Parade (2006) y Danger days: the true lives of the Fabulous Killjoys (2010). A principios de diciembre de 2007, habló sobre pasar a ser controlador de efectos y voz de fondo de My Chemical Romance. Cuando se le preguntó qué pasaría con su proyecto Reggie and the Full Effect, Dewees comentó que "No creo que vaya a tener tiempo para ello. Tendré que esforzarme en el proyecto de MCR el próximo año". Dewees continúo con la banda hasta su separación en 2013.

### Otros proyectos
A finales de 2012, comenzó a colaborar con su compañero Matt Pryor en una serie de demos. La colaboración luego se convirtió en un EP homónimo lanzado en octubre de 2013. También formó parte de un proyecto digital, Death Spells, junto a su excompañero de My Chemical Romance Frank Iero. El dúo comenzó a realizar giras y lanzaron su primer sencillo  "Where Are My Fucking Pills?" y un videoclip.

## Discografía

### con Coalesce
- Give Them Rope (1998)
- Functioning on Impatience (1998)
- 0:12 Revolution in Just Listening (1999)

### con The Get Up Kids
- Something To Write Home About (1999)
- On A Wire (2002)
- Guilt Show (2004)
- There Are Rules (2011)

### como Reggie and the Full Effect
- Greatest Hits 1984-1987 (1998)
- Promotional Copy (2000)
- Under the Tray (2003)
- Songs Not to Get Married To (2005)
- Last Stop: Crappy Town (2008)
- No Country for Old Musicians (2013)

### con New Found Glory
- Catalyst (2004)

### con My Chemical Romance
- Danger Days: The True Lives of the Fabulous Killjoys (2010)
- May death never stop you (2014)

### With Leathermouth
- XO (2009)

### con Frank Iero
- This Song Is a Curse (2012)

### con Matt Pryor
- Matt Pryor and James Dewees (2013)

### con Death Spells
- Where Are My Fucking Pills? (2013)

### conGerard Way
- Hesitant alien (2014)